# Les Boussardel
Pour l'adaptation télévisée, voir Les Boussardel (mini-série).
Les Boussardel est une série littéraire française comportant quatre romans écrits par Philippe Hériat et publiés entre 1939 et 1968. Elle narre l'ascension et les vicissitudes d'une famille sur plusieurs générations depuis le Premier Empire jusqu'aux années 1950.

## Liste des romans
1. Famille Boussardel (1944)
2. Les Enfants gâtés (1939)
3. Les Grilles d'or (1962)
4. Le Temps d'aimer (1968)

Les romans de cette série littéraire ont été regroupés selon la chronologie du récit, et non selon leur ordre de publication.
La Bruyère du Cap (1943), un court roman mettant en scène Florent Boussardel, fait partie du même univers, mais il est resté hors série jusqu'à la parution d'une nouvelle édition intégrale, publiée par Tallandier en 1970 et par Gallimard en 1971. Pour cette édition, la saga Boussardel a été redivisée en cinq volumes :
1. La Bruyère du Cap
2. Les Noces de bronze
3. Les Enfants gâtés
4. Les Grilles d'or
5. Le Temps d'aimer.

Le premier volume réunit La Bruyère du Cap et une partie de Famille Boussardel et le deuxième volume est consacré au restant de Famille Boussardel. Bien que cette redivision ait eu la bénédiction de l'auteur, elle n'a jamais délogé le format original en tétralogie (et sans La Bruyère du Cap), dans laquelle chaque volet forme un tout et peut être lu séparément, ce qui n'est pas vraiment le cas pour les deux premiers tomes de la pentalogie.

## Récompenses
Philippe Hériat fut récompensé du prix Goncourt en 1939 pour le premier tome publié de sa série littéraire : Les Enfants gâtés. Le second tome publié, Famille Boussardel permit à son auteur de décrocher le Grand prix du roman de l'Académie française en 1947.

## Adaptation télévisée
Les Boussardel ont fait l'objet d'une adaptation télévisée en une mini-série de cinq épisodes, réalisée par René Lucot et diffusée sur la deuxième chaîne entre le 5 octobre et le 3 novembre 1972.